# 旭輝子
旭 輝子（あさひ てるこ、1924年〈大正13年〉10月30日 - 2001年〈平成13年〉12月31日）は、日本の女優。本名：杉 輝子（すぎ てるこ）。長男は俳優の神田正輝。一時期の義理の娘は歌手の松田聖子。その間に生まれた女優・歌手の神田沙也加は孫にあたる。

## 生涯
東京府（後の東京都台東区浅草）出身。1938年（昭和13年）、実践女学校（現・実践女子学園中学校）を中退し、松竹少女歌劇学校に入る。
翌年、松竹少女歌劇団に入団し、娘役として活躍。1944年（昭和19年）に準幹部に昇進。1947年（昭和22年）に退団。
三木鶏郎グループやエノケン劇団などで活動した後、フリーランスとなり、映画やドラマ、舞台にと幅広く活躍した。
1949年（昭和24年）3月、離婚訴訟中で二人の娘がいた神田正次と結婚して、二人の名前から一字ずつとって命名された正輝を儲ける。
しかし、夫が旭の実印を使い、自宅に差し押さえの紙がくるほどの借金を作ったことを機に別れた。
2001年（平成13年）12月31日午後10時、心不全のため、東京都新宿区の病院で死去（享年77）。
旭の死去に際し、浅草公会堂の「スターの広場」前には旭を偲び花束が置かれた。
弟にあたる日劇ダンシングチームの研究生で、後にダンシングチームの一員となる杉嘉純（よしずみ）（1955年4月、「春のおどり」でデビュー）とは、かつて母・夫・正輝、そして女中二人とともに同居していたが、2021年（令和3年）現在は正輝と連絡が取れないという

## 出演

### 映画
- 唄まつり百万両（1948年）
- 歌ふエノケン捕物帖（1948年）
- エノケン・大河内の旅姿人気男（1949年）
- エノケン・笠置の極楽夫婦（1949年）
- エノケンのとび助冒険旅行（1949年）
- 飛びっちょ判官（1952年）
- びっくり六兵衛（1953年）
- 恋人のいる街（1953年）
- 初笑い底抜け旅日記（1955年）
- 冠婚葬祭入門・新婚心得の巻（1971年）

### 舞台
- パノラマ島奇談（1965年）
- 江利チエミ特別公演 昔の恋の物語「じゃがたらお春」（1969年、1970年）
- 朝丘雪路連続七回出演記念（恋ごよみ）おさん茂兵衛 秋に競う雪路まつり（1994年）

### ドラマ
- とんだ忠臣蔵（1953年）
- てんてん娘（1956年）
- 金四郎江戸桜（1957年）
- あの波の果てまで（1959年）
- 大菩薩峠（1961年）
- テレビ指定席 / 流人天国（1961年）
- ナショナル ゴールデン・アワー / 松本清張シリーズ・黒い断層「氷雨」（1961年）
- 花の生涯（1963年）
- 丹下左膳（1963年）
- 細うで繁盛記（1970年）
- 特別機動捜査隊 第480話「砕けた赤いダイヤ」（1971年）
- 遠山の金さん捕物帳 第35話「蒸発した女」（1971年） - おあき
- アイフル大作戦 第17話「美女の顔 紛失事件」（1973年）
- 水戸黄門 第4部 第31話「仇討無用-日光-」（1973年） - 小浪
- バーディ大作戦 第48話「必殺!ママに捧げる犯罪」（1975年） - 秋山久代
- 契りきぬ（1976年）
- Gメン'75　第63話「拳銃を撃てない警官」（1976年）−　峯村信雄の母

## 書籍
- てる日くもる日ふれ愛家族（1987年、世界文化社）